# Mutua Madrid Open 2014
Madrid Open 2014 (також відомий під назвою Mutua Madrid Open за назвою спонсора) — професійний тенісний турнір, що проходив на відкритих кортах з ґрунтовим покриттям Park Manzanares у Мадриді (Іспанія). Це був 13-й за ліком турнір серед чоловіків і 6-й - серед жінок. Належав до категорії Мастерс у рамках Туру ATP 2014 і серії Premier Mandatory в рамках Туру WTA 2014. Тривав з 3 до 11 травня 2014 року.
Йон Ціріак, колишній румунський тенісист ATP а тепер мільярдер, є власником турніру.

## Очки і призові

### Нарахування очок
| Дисципліна                 | П    | Ф   | ПФ  | ЧФ  | 1/8 | 1/16 | 1/32 | Q   | Q2  | Q1  |
| Чоловіки, одиночний розряд | 1000 | 600 | 360 | 180 | 90  | 45   | 10   | 25  | 16  | 0   |
| Чоловіки, парний розряд    | 1000 | 600 | 360 | 180 | 90  | 0    | Н/Д  | Н/Д | Н/Д | Н/Д |
| Жінки, одиночний розряд    | 1000 | 650 | 390 | 215 | 120 | 65   | 10   | 30  | 20  | 2   |
| Жінки, парний розряд       | 1000 | 650 | 390 | 215 | 120 | 10   | Н/Д  | Н/Д | Н/Д | Н/Д |

### Призові гроші
Загальний призовий фонд турніру 2014 року становив €4,625,835 для чоловіків і €4,033,254 - для жінок.

## Учасники основної сітки в рамках чоловічого турніру

### Сіяні учасники
| Країна          | Гравець           | Рейтинг1 | Сіяний |
| --------------- | ----------------- | -------- | ------ |
| Іспанія         | Рафаель Надаль    | 1        | 1      |
| Сербія          | Новак Джокович    | 2        | 2      |
| Швейцарія       | Стен Вавринка     | 3        | 3      |
| Швейцарія       | Роджер Федерер    | 4        | 4      |
| Іспанія         | Давид Феррер      | 5        | 5      |
| Чехія           | Томаш Бердих      | 6        | 6      |
| Велика Британія | Енді Маррей       | 8        | 7      |
| Канада          | Мілош Раоніч      | 9        | 8      |
| США             | Джон Ізнер        | 10       | 9      |
| Японія          | Кей Нісікорі      | 12       | 10     |
| Франція         | Жо-Вілфрід Тсонга | 13       | 11     |
| Болгарія        | Григор Димитров   | 14       | 12     |
| Італія          | Фабіо Фоніні      | 15       | 13     |
| Німеччина       | Томмі Гаас        | 16       | 14     |
| Росія           | Михайло Южний     | 17       | 15     |
| Іспанія         | Томмі Робредо     | 18       | 16     |

- Рейтинг подано станом на 28 квітня 2014.

### Інші учасники
Нижче наведено учасників, які отримали вайлд-кард на участь в основній сітці:
- Пабло Карреньо Буста
- Маріус Копіл
- Гільєрмо Гарсія-Лопес
- Альберт Рамос

Учасник, що потрапив в основну сітку завдяки захищеному рентингові:
- Юрген Мельцер

Нижче наведено гравців, які пробились в основну сітку через стадію кваліфікації:
- Бенжамін Бекер
- Теймураз Габашвілі
- Сантьяго Хіральдо
- Андрій Голубєв
- Поль-Анрі Матьє
- Ігор Сійслінґ
- Домінік Тім

Учасники, що потрапили до основної сітки як Щасливі лузери:
- Лукаш Кубот
- Марінко Матосевич

### Відмовились від участі
До початку турніру
- Хуан Мартін дель Потро (травма зап'ястка) → його замінив  Федеріко Дельбоніс
- Новак Джокович (травма руки) → його замінив  Марінко Матосевич
- Роджер Федерер (особисті причини – народження дитини) → його замінив  Лукаш Кубот
- Рішар Гаске (травма спини) → його замінив  Роберто Баутіста Аґут
- Флоріан Маєр → його замінив  Робін Гаасе
- Гаель Монфіс → його замінив  Жеремі Шарді
- Вашек Поспішил → його замінив  Радек Штепанек

Під час турніру
- Домінік Тім (хвороба)

### Знялись
- Кей Нісікорі (травма спини)
- Бенуа Пер (травма коліна)

## Учасники основної сітки в парному розряді

### Сіяні пари
| Країна   | Гравець        | Країна   | Гравець              | Рейтинг1 | Сіяний |
| -------- | -------------- | -------- | -------------------- | -------- | ------ |
| США      | Боб Браян      | США      | Майк Браян           | 2        | 1      |
| Австрія  | Александер Пея | Бразилія | Бруно Соарес         | 6        | 2      |
| Хорватія | Іван Додіг     | Бразилія | Марсело Мело         | 11       | 3      |
| Іспанія  | Давід Марреро  | Іспанія  | Фернандо Вердаско    | 19       | 4      |
| Франція  | Міхаель Ллодра | Франція  | Ніколя Маю           | 26       | 5      |
| Канада   | Деніел Нестор  | Сербія   | Ненад Зімоньїч       | 29       | 6      |
| Польща   | Лукаш Кубот    | Швеція   | Роберт Ліндстедт     | 34       | 7      |
| Індія    | Роган Бопанна  | Пакистан | Айсам-уль-Хак Куреші | 40       | 8      |

- Рейтинг подано станом на 28 квітня 2014.

### Інші учасники
Нижче наведено пари, які отримали вайлдкард на участь в основній сітці:
- Джонатан Ерліх /  Лукаш Росол
- Фелісіано Лопес /  Хуан Монако

### Відмовились від участі
Під час турніру
- Джон Ізнер (травма спини)
- Мілош Раоніч (травма плеча)

## Учасниці основної сітки в рамках жіночого турніру

### Сіяні учасниці
| Країна     | Гравчиня             | Рейтинг1 | Сіяна |
| ---------- | -------------------- | -------- | ----- |
| США        | Серена Вільямс       | 1        | 1     |
| КНР        | Лі На                | 2        | 2     |
| Польща     | Агнешка Радванська   | 3        | 3     |
| Румунія    | Сімона Халеп         | 5        | 4     |
| Чехія      | Петра Квітова        | 6        | 5     |
| Сербія     | Єлена Янкович        | 7        | 6     |
| Німеччина  | Анджелік Кербер      | 8        | 7     |
| Росія      | Марія Шарапова       | 9        | 8     |
| Словаччина | Домініка Цібулкова   | 10       | 9     |
| Італія     | Сара Еррані          | 11       | 10    |
| Сербія     | Ана Іванович         | 12       | 11    |
| Італія     | Флавія Пеннетта      | 13       | 12    |
| Данія      | Каролін Возняцкі     | 14       | 13    |
| Іспанія    | Карла Суарес Наварро | 15       | 14    |
| Німеччина  | Сабіне Лісіцкі       | 16       | 15    |
| США        | Слоун Стівенс        | 17       | 16    |

- Рейтинг подано станом на 28 квітня 2014.

### Інші учасниці
Нижче наведено учасниць, які отримали вайлд-кард на участь в основній сітці:
- Лара Арруабаррена
- Ірина-Камелія Бегу
- Анабель Медіна Гаррігес
- Сільвія Солер-Еспіноса
- Марія Тереса Торро Флор

Нижче наведено гравчинь, які пробились в основну сітку через стадію кваліфікації:
- Белінда Бенчич
- Петра Цетковська
- Маріана дуке-Маріньйо
- Каролін Гарсія
- Юлія Гергес
- Крістіна Младенович
- Моніка Нікулеску
- Кароліна Плішкова

### Відмовились від участі
До початку турніру
- Вікторія Азаренко (травма ступні) → її замінила  Лорен Девіс
- Бетані Маттек-Сендс → її замінила  Чжен Цзє
- Вінус Вільямс (хвороба) → її замінила  Крістіна Макгейл

Під час турніру
- Марія Кириленко (травма лівої щиколотки)
- Серена Вільямс (травма лівого стегна)

### Знялись
- Анджелік Кербер (травма спини)

## Учасниці основної сітки в парному розряді

### Сіяні пари
| Країна            | Гравчиня          | Країна    | Гравчиня             | Рейтинг1 | Сіяна |
| ----------------- | ----------------- | --------- | -------------------- | -------- | ----- |
| Китайський Тайбей | Сє Шувей          | КНР       | Пен Шуай             | 3        | 1     |
| Італія            | Сара Еррані       | Італія    | Роберта Вінчі        | 6        | 2     |
| Росія             | Катерина Макарова | Росія     | Олена Весніна        | 11       | 3     |
| Чехія             | Квета Пешке       | Словенія  | Катарина Среботнік   | 17       | 4     |
| Зімбабве          | Кара Блек         | Індія     | Саня Мірза           | 17       | 5     |
| США               | Ракель Копс-Джонс | США       | Абігейл Спірс        | 30       | 6     |
| Росія             | Алла Кудрявцева   | Австралія | Анастасія Родіонова  | 38       | 7     |
| Німеччина         | Юлія Гергес       | Німеччина | Анна-Лена Гренефельд | 43       | 8     |

- Рейтинг подано станом на 28 квітня 2014.

### Інші учасниці
Нижче наведено пари, які отримали вайлдкард на участь в основній сітці:
- Белінда Бенчич /  Марія Кириленко
- Гарбінє Мугуруса /  Карла Суарес Наварро
- Андреа Петкович /  Слоун Стівенс
- Франческа Ск'явоне /  Сільвія Солер-Еспіноса

### Відмовились від участі
Під час турніру
- Марія Кириленко (травма лівої щиколотки)

## Переможці та фіналісти

### Чоловіки. Одиночний розряд
- Рафаель Надаль —  Кей Нісікорі, 2–6, 6–4, 3–0, ret.

### Одиночний розряд. Жінки
- Марія Шарапова —  Сімона Халеп, 1–6, 6–2, 6–3

### Парний розряд. Чоловіки
- Деніел Нестор /  Ненад Зімоньїч —  Боб Браян /  Майк Браян, 6–4, 6–2

### Парний розряд. Жінки
- Сара Еррані /  Роберта Вінчі —  Гарбінє Мугуруса /  Карла Суарес Наварро, 6–4, 6–3